# Gaël Morel
Gaël Morel (ur. 25 września 1972 w Villefranche-sur-Saône) – francuski aktor, reżyser i scenarzysta.

## Życiorys
Wychował się w Lacenas, w regionie Rodan-Alpy, w departamencie Rodan. W wieku piętnastu lat podjął studia filmowe w Paryżu. Mając osiemascie lat debiutował w roli aktorskiej jako François Forestier w dramacie André Téchiné Dzikie trzciny (Les roseaux sauvages, 1994). Jego obiecujący debiut przyniósł mu szerszy rozgłos, był nominowany do nagrody Cezara dla najbardziej obiecujących młodego aktora i zdobył wiele pochlebnych recenzji.
Po debiucie reżyserskim filmem krótkometrażowym La Vie à rebours (1994), zrealizował swój pierwszy film fabularny Pełnym gazem (A toute vitesse, 1996) z udziałem Stéphane'a Rideau i Salima Kéchiouche'a, których odkrył dla kina. Za reżyserię dramatu Pod innym niebem (Les chemins de l'oued, 2002), którego głównym bohaterem jest Francuz (Nicolas Cazalé) ukrywający się w Algierii, odebrał nagrodę FIPRESCI na 27. MFF w Toronto i zdobył nominację do nagrody Złotego Aleksandra na MFF w Salonikach. Reżyseria dramatu Trzej bracia (Le clan, 2004) przyniosła mu Wyróżnienie Specjalne na MFF w Mediolanie.

## Filmografia

### Reżyseria i scenarzysta
- 2011: Nasz skrawek nieba (Notre paradis)
- 2007: Po nim (Apres lui)
- 2004: Trzej bracia (Le clan)
- 2002: Pod innym niebem (Les chemins de l'oued)
- 1999: Premières neiges
- 1996: Pełnym gazem (A toute vitesse)

### Obsada aktorska
- 2001: Daleko (Loin) jako François
- 1998: Zonzon jako Grandjean
- 1995: Najpiękniejszy wiek (Le plus bel âge...) jako Bertrand
- 1994: Dzikie trzciny (Les roseaux sauvages) jako François Forestier
- 1994: Wszyscy młodzi w ich wieku (Tous les garçons et les filles de leur âge..) jako François Forestier

## Nagrody i nominacje
| Rok  | Nagroda                          | Kategoria                     | Film             | Rezultat  |
| ---- | -------------------------------- | ----------------------------- | ---------------- | --------- |
| 1995 | Cezar                            | Najbardziej obiecujący debiut | Dzikie trzciny   | Nominacja |
| 2002 | Złoty Aleksander                 | Najlepszy film                | Pod innym niebem | Wygrana   |
| 2002 | Nagroda FIPRESCI – MFF w Toronto | Najlepszy film                | Pod innym niebem | Wygrana   |